# Escuadrón Aéreo n.º 2 de la Fuerza Aérea Uruguaya
El Escuadrón Aéreo N.° 2 (Caza) es una unidad de vuelo de la Fuerza Aérea Uruguaya que depende de la Brigada Aérea II y opera desde la Base Aérea "Tte. 2° Mario W. Parallada" en Santa Bernardina, Durazno. Para su empleo a requerimiento y a través del Centro de Operaciones Aéreas del Comando Aéreo de Operaciones, sus tripulaciones se mantienen en alerta las 24 horas del día durante los 365 días del año, con la misión principal de llevar a cabo la custodia y control del espacio aéreo jurisdiccional de la República Oriental del Uruguay. Desde 2017 es la principal y única unidad de combate que permanece activa dentro de la Fuerza Aérea Uruguaya, operando con las únicas aeronaves de combate que se encuentran en servicio dentro de las Fuerzas Armadas de Uruguay. Ante ello, su misión asignada se lleva a cabo conjuntamente con el Escuadrón de Vuelo Avanzado, unidad que tiene como misión fundamental la instrucción avanzada, operando con aeronaves Pilatus PC-7U Turbo Trainer.

## Misión
La misión principal del escuadrón es llevar a cabo la custodia y control del espacio aéreo de Uruguay. Ello se lleva a cabo en conjunto con el Escuadrón de Vigilancia Aérea y el Centro de Operaciones Aéreas. También debe realizar misiones de entrenamiento de ataque al suelo, apoyo aéreo cercano, control aéreo avanzado, reconocimiento visual y fotográfico, interdicción o combate aéreo, ya sea de forma rutinaria desde la Base Aérea "Tte. 2° Mario W. Parallada" de la Brigada Aérea II en Santa Bernardina, y ya sea en conjunto con unidades del Ejército Nacional de Uruguay o de forma independiente, o durante los despliegues que se realizan en los diversos aeródromos del país.

## Historia

### Orígenes

#### Aeronáutica Militar
A fines de 1950, 23 cazas a pistón North American F-51D-20-NA Mustang arribaron al entonces Aeropuerto Nacional de Carrasco desde los Estados Unidos, al mando de tripulaciones uruguayas de la Aeronáutica Militar del Ejército Nacional. Junto a otros dos aviones más que arribaron por vía marítima al puerto de Montevideo, se había concretado una incorporación destinada a poder modernizar y potenciar el poderío aéreo del país, con la ayuda de los Estados Unidos. Debido a las nuevas capacidades operativas que estas aeronaves trajeron consigo para la Aeronáutica Militar, el 8 de mayo de 1951, por medio del Decreto N.° 18.220 del Poder Ejecutivo, se creó el Grupo de Aviación N.° 2 (Caza), unidad a la que fueron asignadas todas estas aeronaves de combate. También se determinó como sede transitoria la Base Aeronáutica N.° 1 dentro del actual Aeropuerto Internacional de Carrasco en Ciudad de la Costa, Canelones, lo que sin embargo, se prolongó hasta el año 1980.

#### Fuerza Aérea Militar y creación del Grupo de Aviación N.° 2 (Caza)
Tras ganar su independencia del Ejército Nacional por medio de la Ley N.° 12.070, todo el personal, material de vuelo, equipos de apoyo al vuelo, inmuebles y rubros que pertenecían a la Aeronáutica Militar fueron transferidos a la nueva Fuerza Aérea Militar, tal como lo fue establecido en la nueva ley. Su segundo artículo a su vez estableció la creación de la Inspección General de la Fuerza Aérea, que bajo la autoridad inmediata del Ministerio de Defensa Nacional, se convirtió en el mando directo de la Fuerza Aérea Militar. Tiempo después, y como resultado de que la Fuerza Aérea demostró ser capaz de sostener un alto nivel de disponibilidad operativa con sus aeronaves North American F-51D Mustang, llegando a volar en un año más de 4000 horas, y también mediante la ayuda de la Ley de Asistencia de Defensa Mutua por parte de los Estados Unidos, el Grupo de Aviación N.° 2 (Caza) recibió sus primeros aviones a reacción, cuatro entrenadores Lockheed T-33A-1-LO que arribaron al entonces Aeropuerto Nacional de Carrasco el día 23 de octubre de 1956, tras haber sido trasladados en vuelo por tripulaciones de la Fuerza Aérea de los Estados Unidos. De esta manera comenzaba en Uruguay la era del avión a reacción. El entrenamiento impartido a los pilotos uruguayos por los instructores estadounidenses en estas nuevas aeronaves fue fundamental para que con el tiempo la unidad lograra desenvolverse en su transición de volar aviones a pistón a aviones a reacción por su propia cuenta, y también dictaminó que la Fuerza Aérea se encontrara lista para recibir en 1958 sus primeros cazas a reacción, aviones Lockheed F-80C-1 y C-10LO Shooting Star, que reemplazaron a los North American F-51D-20-NA Mustang en su misión. Las restantes aeronaves a pistón que aún se encontraban en orden de vuelo fueron entonces reasignadas al nuevo Grupo de Aviación N.° 1 (Reconocimiento Táctico). En 1960 se decidió ofrecerlas en venta, siendo adquiridas por la Fuerza Aérea Boliviana. Esta decisión a su vez había sido motivada por problemas económicos, que se encontraban relacionados con el costoso mantenimiento de los aviones. Sin embargo, con el paso del tiempo y la finalización del apoyo logístico por parte de los Estados Unidos para la flota de aeronaves Shooting Star en Uruguay, sumado a diversos accidentes mortales, estos cazas a reacción alcanzaron el fin de su vida útil y fueron retirados de servicio en 1970, convirtiéndose hasta la actualidad, en los últimos aviones de caza que estuvieron en servicio en la historia de la Fuerza Aérea Uruguaya y el país.

#### Fuerza Aérea Uruguaya
Tras el retiro de sus cazas, la Fuerza Aérea Uruguaya logró adquirir, por primera vez en su historia, aeronaves de combate completamente nuevas de fábrica, tratándose de ocho aviones de ataque al suelo Cessna A-37B-CE Dragonfly. Las dos primeras unidades arribaron al país el 31 de octubre de 1976, y con ellas se habilitaron en Uruguay al resto de los pilotos del Grupo de Aviación N.° 2 (Caza) que habían sido designados para trasladar en vuelo a las restantes adquiridas. Estos últimos aviones arribaron a Uruguay el 16 de diciembre de 1976, completándose su incorporación en la Fuerza Aérea. El 31 de mayo de 1977, gracias a una iniciativa del Comando General de la Fuerza Aérea, y mediante el Decreto del Poder Ejecutivo N.° 301/977, se crearon los Regimientos Tácticos. El Grupo de Aviación N.° 2 (Caza) fue entonces asignado al Regimiento Táctico N.° 2, siendo su asiento la Brigada Aérea II. Tras esta incorporación y como parte de un proceso de actualización, el 16 de enero de 1978 se publicó en el Boletín del Ministerio de Defensa Nacional N.° 1924 la Ley N.° 14.747, correspondiente a la Ley Orgánica de la Fuerza Aérea. En ella se definió a la Fuerza Aérea como la rama aérea de las Fuerzas Armadas de la República Oriental del Uruguay que se encontrará debidamente organizada, equipada y entrenada para llevar a cabo las operaciones aéreas cuyos fines serán asegurar la soberanía del espacio aéreo del país, momento en el que la unidad aún se encontraba operando en la Brigada Aérea I. No obstante, y tras la publicación de la creación de los Regimientos Tácticos, en la Orden del Comando General de la Fuerza Aérea N.º 1787 del 27 de febrero de 1978, se comenzaron con las correspondientes obras edilicias y operacionales necesarias para la reubicación del Grupo de Aviación N.° 2 (Caza) hacia la Brigada Aérea II en Santa Bernardina, Durazno, traslado que se completó en 1980. Operando desde Santa Bernardina, la unidad sufrió dos accidentes mortales que resultaron en el fallecimiento de cinco oficiales y la pérdida de cuatro aeronaves A-37B completamente nuevas entre 1983 y 1987. Recortes presupuestales tras el fin del gobierno cívico-militar trajeron consigo problemas logísticos que condicionaron una baja disponibilidad operativa, lo que repercutió también en un bajo nivel de entrenamiento. Dos de estas aeronaves se perdieron en 1983 por vuelo controlado contra el terreno, inducido por desorientación espacial poco después de despegar en un vuelo nocturno de entrenamiento, y las otras dos se perdieron en 1987 por una colisión en vuelo, tras realizar un ataque simulado a una columna de blindados del Ejército Nacional. De acuerdo a la investigación realizada por la Fuerza Aérea, este hecho fue atribuido, entre otras cosas, a la ineficiencia de entrenamiento. Estas pérdidas se intentaron subsanar con la adquisición de un total de 6 aeronaves más entre 1988 y 1989, aunque sin embargo, ya no se trataba de aviones nuevos como lo fueron en 1976, sino de algunos que incluso habían participado en la guerra de Vietnam.

#### Creación del Escuadrón Aéreo N.° 2 (Caza)

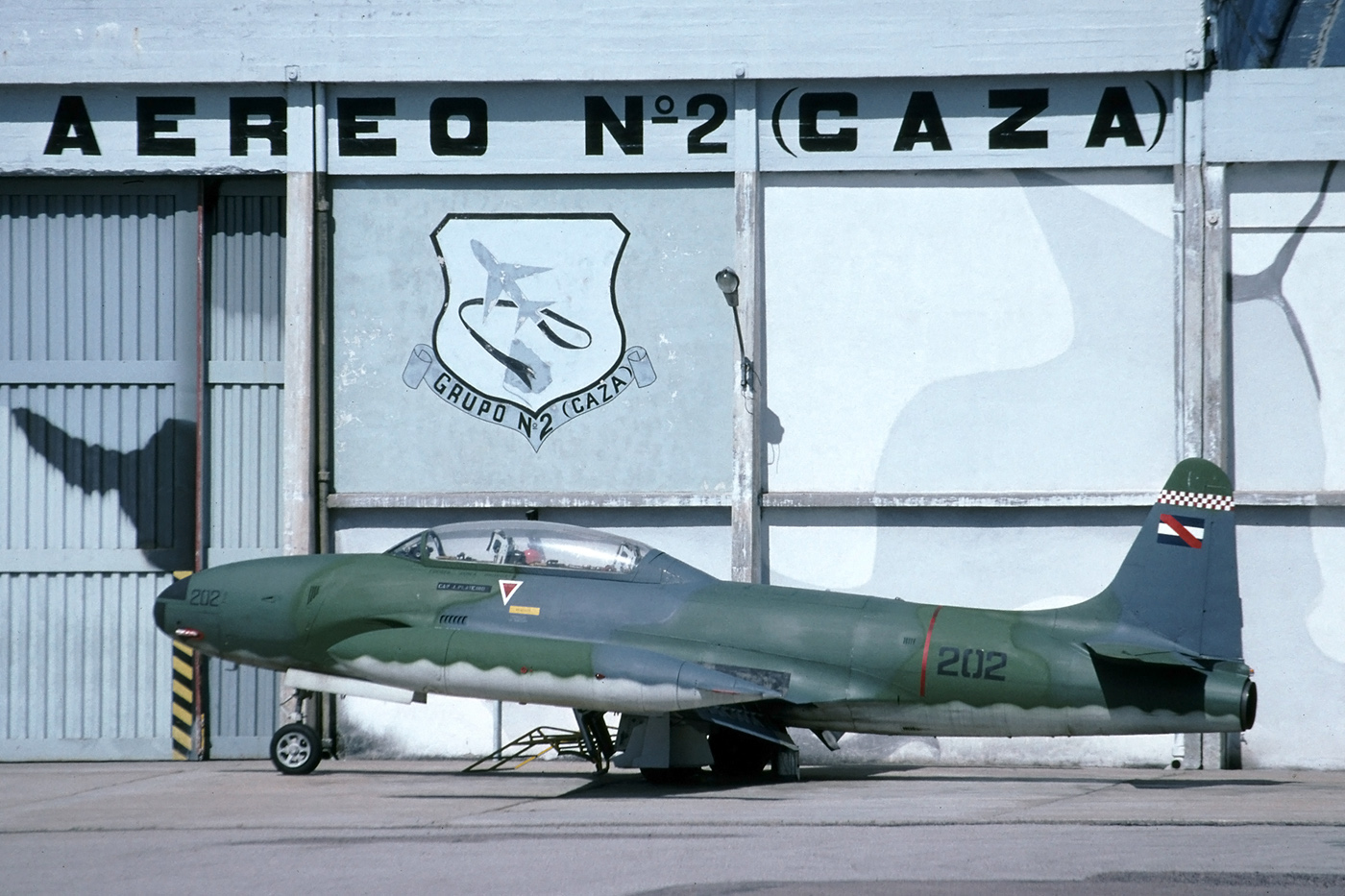
Lockheed T-33 del Escuadrón Aéreo N.° 2 (Caza) de la Fuerza Aérea Uruguaya estacionado frente al hangar de la unidad, 1996. Nótese la diferencia entre la escritura de "Grupo de Aviación" y "Escuadrón Aéreo" entre el emblema de la unidad y la escritura superior sobre el hangar, denotando el reciente cambio de designación en los cambios de organización.

El 27 de abril de 1994, a través del Decreto N.° 177/994 del Poder Ejecutivo, se reglamentó una nueva organización para la Fuerza Aérea, en la que desaparecieron los Regimientos Tácticos y los Grupos de Aviación, para convertirse en Escuadrones Aéreos. A raíz de ello, el Grupo de Aviación N.° 2 (Caza) pasó a denominarse Escuadrón Aéreo N.° 2 (Caza), dando origen a la actual unidad. Sus aeronaves asignadas continuaron siendo Lockheed T-33A y Cessna A-37B Dragonfly, y su asiento la Base Aérea “Tte. 2° Mario W. Parallada” en Santa Bernardina, Durazno.

#### Actualidad

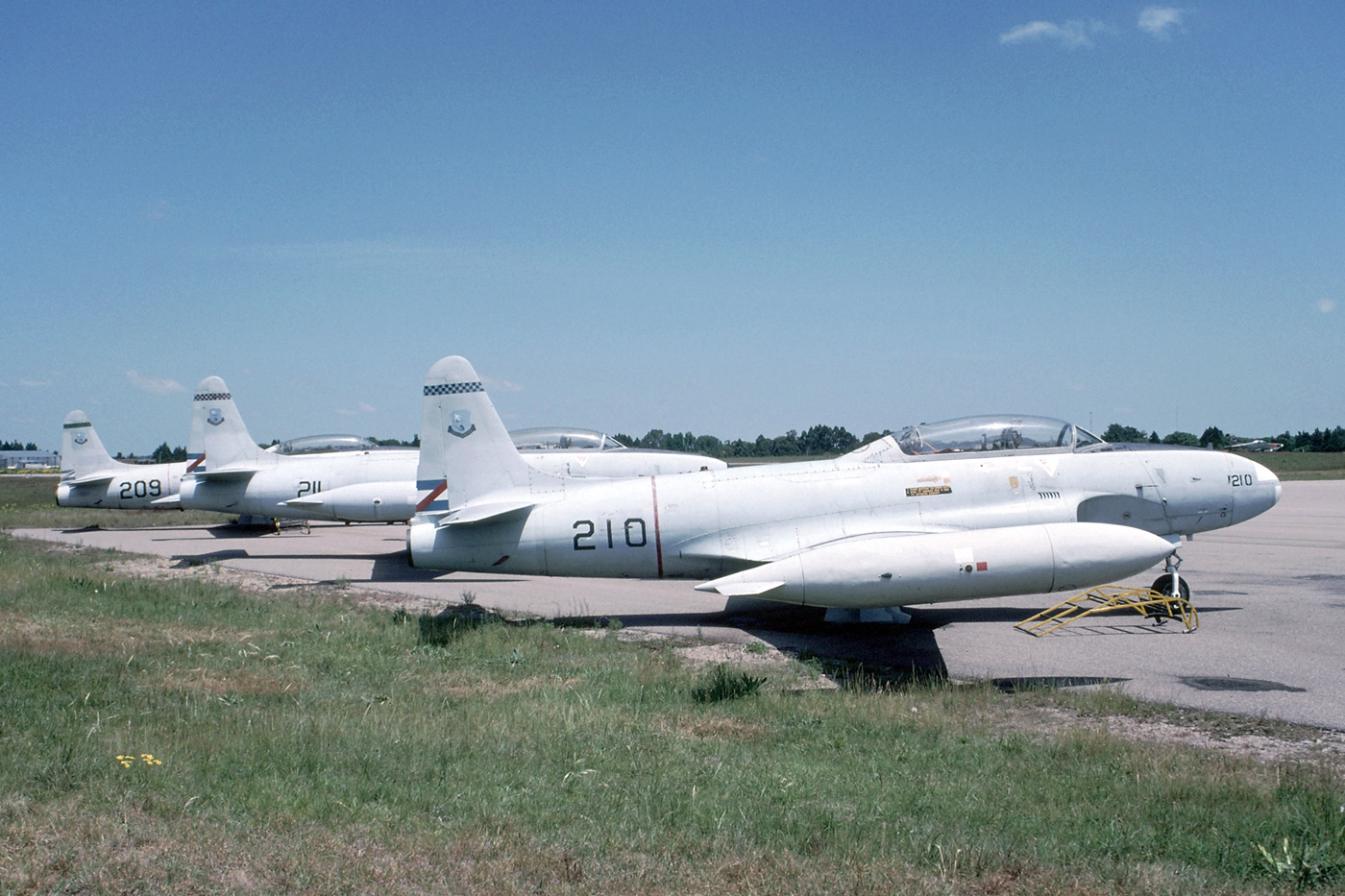
Aeronaves Lockheed T-33, últimos entrenadores a reacción de la Fuerza Aérea Uruguaya, en Santa Bernardina, Durazno, a 19 años de haber sido retirados de servicio, 2015.

Desde la década de los años 1990, diversos intentos han existido para renovar la flota de combate de la Fuerza Aérea, lo que sin embargo no ha tenido éxito alguno. El T-33A fue retirado de servicio en 1996, y la flota de A-37B sufrió un nuevo accidente mortal el 31 de enero de 2003. La obsolescencia de las aeronaves con las que actualmente se encuentra equipada la unidad ha dejado a la Fuerza Aérea Uruguaya desfasada de los avances tecnológicos que la guerra aérea fue adquiriendo con base a las experiencias de combate en conflictos armados que involucraron al poder aéreo durante fines del siglo XX y el transcurso del siglo XXI. Esto sin embargo no ha impedido que el escuadrón pueda participar con éxito en ejercicios conjuntos entre diversas Fuerzas Aéreas de la región, como CRUZEX en Brasil o SALITRE en Chile. Debido a otro accidente mortal sufrido el 12 de agosto de 2016, en el que sus dos tripulantes fallecieron y la última aeronave originalmente adquirida en 1976 resultó completamente destruida, toda la reducida y restante flota de aeronaves que se encontraba en servicio en Uruguay recibió nuevos asientos eyectables, Martin Baker MK-8UYLD, lo que a su vez se pudo haber visto influenciado por la inflexibilidad económica para poder adquirir nuevas aeronaves de algún otro tipo. Entre algunas las aeronaves que se han encontrado en evaluación por parte de la Fuerza Aérea Uruguaya, se han encontrado Northrop F-5E Tiger II, Yakolev Yak-130, Hongdu L-15 Falcon, Alenia Aermacchi M-346 Master, BAE Hawk Mk.67, Aero L-39NG o Aero L-159 Alca, sin concretarse adquisición alguna.

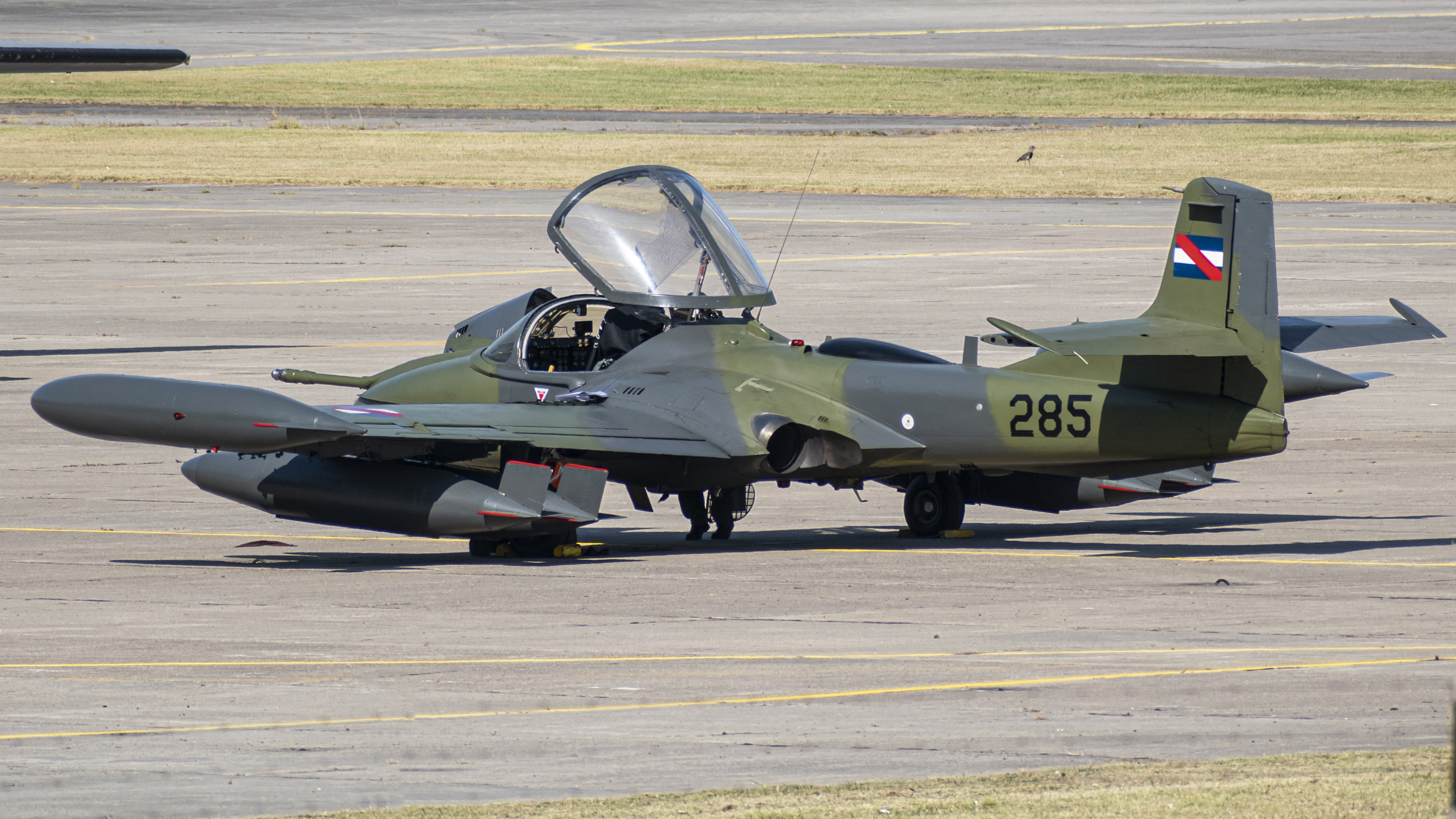
Cessna A-37B Dragonfly del Escuadrón Aéreo N.° 2 (Caza), 2020.

## Linaje

### Denominación
- Designado como Grupo de Aviación N.° 2 (Caza) el 8 de mayo de 1951.[6]
- Redesignado como Escuadrón Aéreo N.° 2 (Caza) el 27 de abril de 1994.[29]

### Acuartelamiento
- Base Aeronáutica N.° 1 (1951 — 1977)
- Brigada Aérea I (1977 — 1980)
- Brigada Aérea II (1980 — presente)[16]
  - Aeródromo Militar "Tte. 2° Mario W. Parallada" (1980 — 1994)
  - Base Aérea "Tte. 2° Mario W. Parallada" (1994 — presente)

### Dependencia
- Base Aeronáutica N.° 1 (1951 — 1977)
  - Como Grupo de Aviación N.° 2 (Caza)[6]
- Brigada Aérea II (1977 — presente)
  - Como parte del Regimiento Táctico N.° 2 (1978 — 1994)[30]
  - Como Escuadrón Aéreo N.° 2 (Caza) (1994 — presente)[29]

### Aeronaves
- North American F-51D-20-NA Mustang (1951 — 1960)[6]
- Lockheed T-33A-1 y A-5-LO (1956 — 1996)[9]
- Lockheed F-80C-1 y C-10-LO Shooting Star (1958 — 1970)[11]
- Cessna A-37B-CE Dragonfly (1976 — presente)[31]